# Dadarbairiya
Dadarbairiya – gaun wikas samiti we wschodniej części Nepalu w strefie Kośi w dystrykcie Morang. Według nepalskiego spisu powszechnego z 2001 roku liczył on 1476 gospodarstw domowych i 7914 mieszkańców (3906 kobiet i 4008 mężczyzn).